# Daniel Oliver Bultó
Daniel Oliver Bultó (Barcellona, 16 novembre 1976) è un pilota motociclistico spagnolo, ritiratosi dall'attività agonistica.

## Carriera
Fa parte di una famiglia in cui diversi componenti sono parte importante della storia del motociclismo, a partire da Francisco Bultó fondatore della Bultaco. Suo cugino è poi Sete Gibernau, altro pilota che ha gareggiato con successo nelle competizioni del motomondiale nelle quali ha corso anche suo fratello maggiore Lucas.
Nel 1995 disputa il Gran Premio d'Europa nella Thunderbike Trophy (classe riservata a motociclette da 600 cm³ con motori a quattro tempi con quattro cilindri) con una Yamaha chiudendo al diciottesimo posto.
Oltre alle competizioni in ambito nazionale, la sua carriera è legata principalmente alle prime edizioni della Superstock 1000 FIM Cup. Nel 1999, dopo aver vinto la seconda gara ad Albacete come wild card, ottiene l'appoggio per disputare il resto della stagione, grazie all'importatore iberico di Aprilia per portare termine la stagione. Dopo aver ottenuto tre vittorie e sei piazzamenti a podio complessivi, si piazza al secondo posto tra i piloti ammessi a conquistare punti. Nel 2000 è pilota titolare con il team Martin Racing in sella ad una Aprilia RSV R. Termina al settimo posto in campionato vincendo il Gran Premio di Spagna a Valencia. L'ultima stagione nell'europeo Superstock 1000 è il 2001 quando è pilota titolare con il team FBC Racing e nuovamente con Aprilia. Chiude al nono posto vincendo il Gran Premio di San Marino a Misano. Sempre nel 2001 disputa delle gare nella classe Superbike del Campionato Italiano Velocità senza entrare nei punti.
Oltre alla carriera da motociclista ha gareggiato anche come sciatore.

## Risultati nel Motomondiale
| 1995 | Classe             | Moto   |    |    |    |  |  |  |  |  |  |  |    |    |    |  |  | Punti | Pos. |
| ---- | ------------------ | ------ | -- | -- | -- |  |  |  |  |  |  |  | -- | -- | -- |  |  | ----- | ---- |
| 1995 | Thunderbike Trophy | Yamaha | NE | NE | NE |  |  |  |  |  |  |  | NE | NE | 18 |  |  | 0     |      |

| Legenda | 1º posto        | 2º posto            | 3º posto            | A punti      | Senza punti        | Grassetto – Pole position Corsivo – Giro più veloce |
| Legenda | Gara non valida | Non qual./Non part. | Ritirato/Non class. | Squalificato | '-' Dato non disp. | Grassetto – Pole position Corsivo – Giro più veloce |